# Onejiru

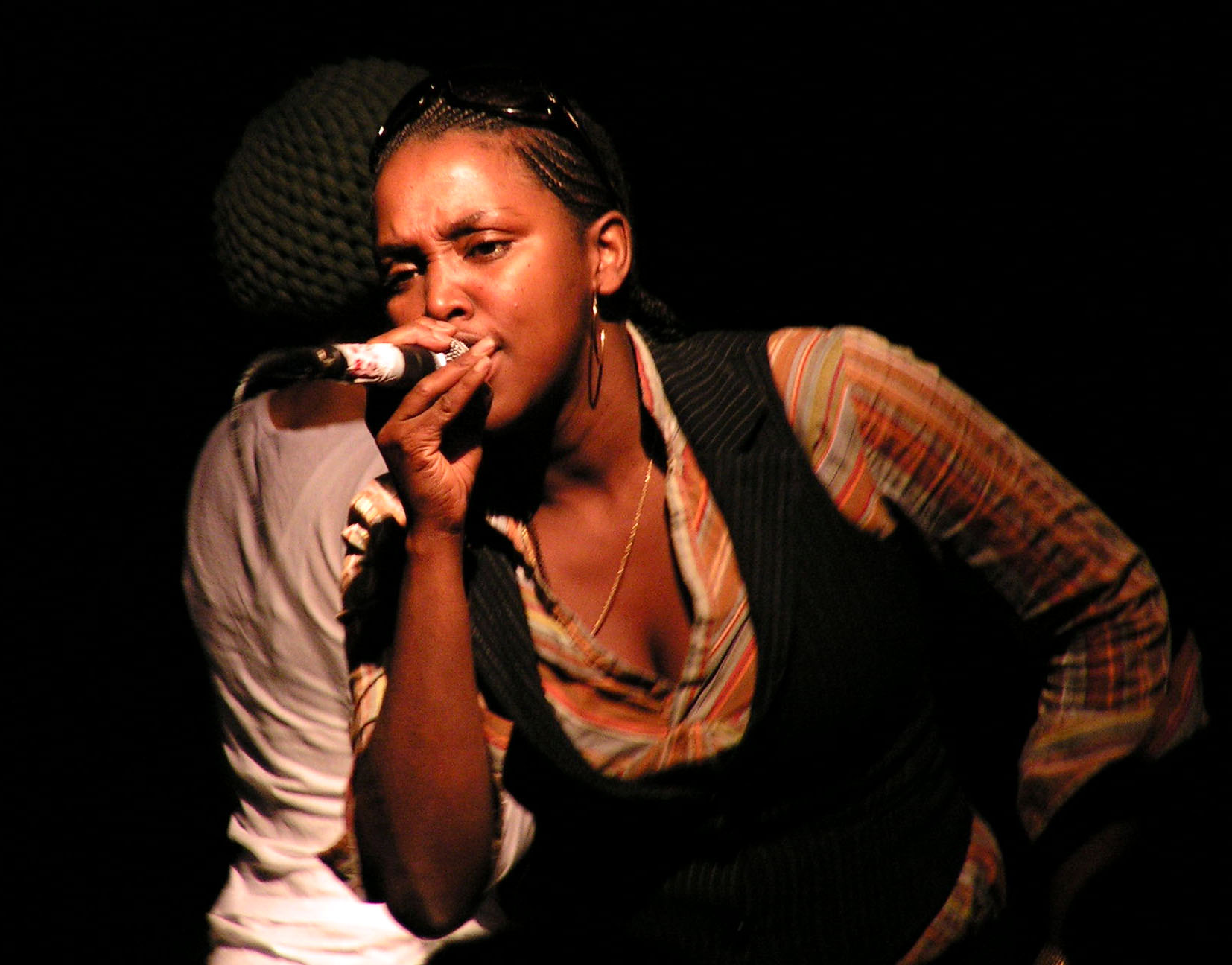
Onejiru

Onejiru (* 30. November 1971 in Nairobi, Kenia), bürgerlich Pielina Wanjiru Schindler oder auch Onejiro Schindler, ist der Künstlername einer in Deutschland lebenden kenianischen Musikerin.

## Leben
Pielina Wanjiru Schindler wurde in Kenia geboren, aber wuchs in Wanne-Eickel auf, wo sie ihre ersten musikalischen Erfahrungen in einem Mädchenchor und einem Ballett sammelte. Schindler ist studierte Diplomgeographin und lebt in Hamburg.
Als Teil von Helge Schneiders Band Firefuckers tourte sie durch Deutschland und Österreich. Außerdem sang sie auf Alben von Jan Delay, der Sam Ragga Band (Loktown Hi-Life, 2003) und Matthias Arfmann. 2006 erschien ihr Debütalbum Prophets of Profit. Ein weiteres Album mit der Formation Sisters, Gender Riots, veröffentlichte sie 2008. Mit Sisters erzielte sie mit dem Lied Unite beim Bundesvision Song Contest 2008 Platz 14 für das Bundesland Nordrhein-Westfalen.
2014 machte sie für Viva con Agua eine Reise nach Addis Adeba in Äthiopien, wo sie bei einem Konzert zusammen mit Gentleman, Tamika, Ivy Quainoo und Silly Walks auftrat, sowie nach Kenia, wo sie zusammen mit Marteria und Maeckes auftrat. Sie arbeitet auch als Künstlerin und verkaufte ihre Werke 2015 in der Millerntor Gallery in St. Pauli zugunsten von Viva con Agua.

## Diskografie
- 2002: Wasser (Sam Ragga Band feat. Onejiru)
- 2003: Loktown Hi-Life (Sam Ragga Band; mit FlowinImmO, Samy Deluxe, Jan Delay und Onejiru)
- 2003: Heaven (Turtle Bay Country Club feat. Onejiru & Patrice)
- 2005: From a New World – Recomposed (Deutsche Grammophon)
- 2006: Prophets of Profit (Golden Delicious Music)[4]
- 2008: Gender Riots (Sisters, Echo Beach (Indigo))
- 2019: Higher Than High (Z-Muzic)

### Kompilationsbeiträge
- 2006: Prophets Of Profit in Die Tageszeitung – Inter Deutschland (Die Tageszeitung; Heftbeilage)[10]